# Alfred Thayer Mahan
Alfred Thayer Mahan (ur. 27 września 1840 w West Point, zm. 1 grudnia 1914 w Waszyngtonie) – amerykański oficer marynarki wojennej, pedagog oraz geostrateg nazywanym „najważniejszym amerykańskim strategiem XIX wieku”. Prezentował znaczenie taktyk morskich na całym świecie. Jest nazywany „Clausewitzem wojny morskiej”. Stworzył fundamenty, na których opierają się założenia strategiczne największych flot światowych od końca XIX wieku.

## Doktryna Mahana

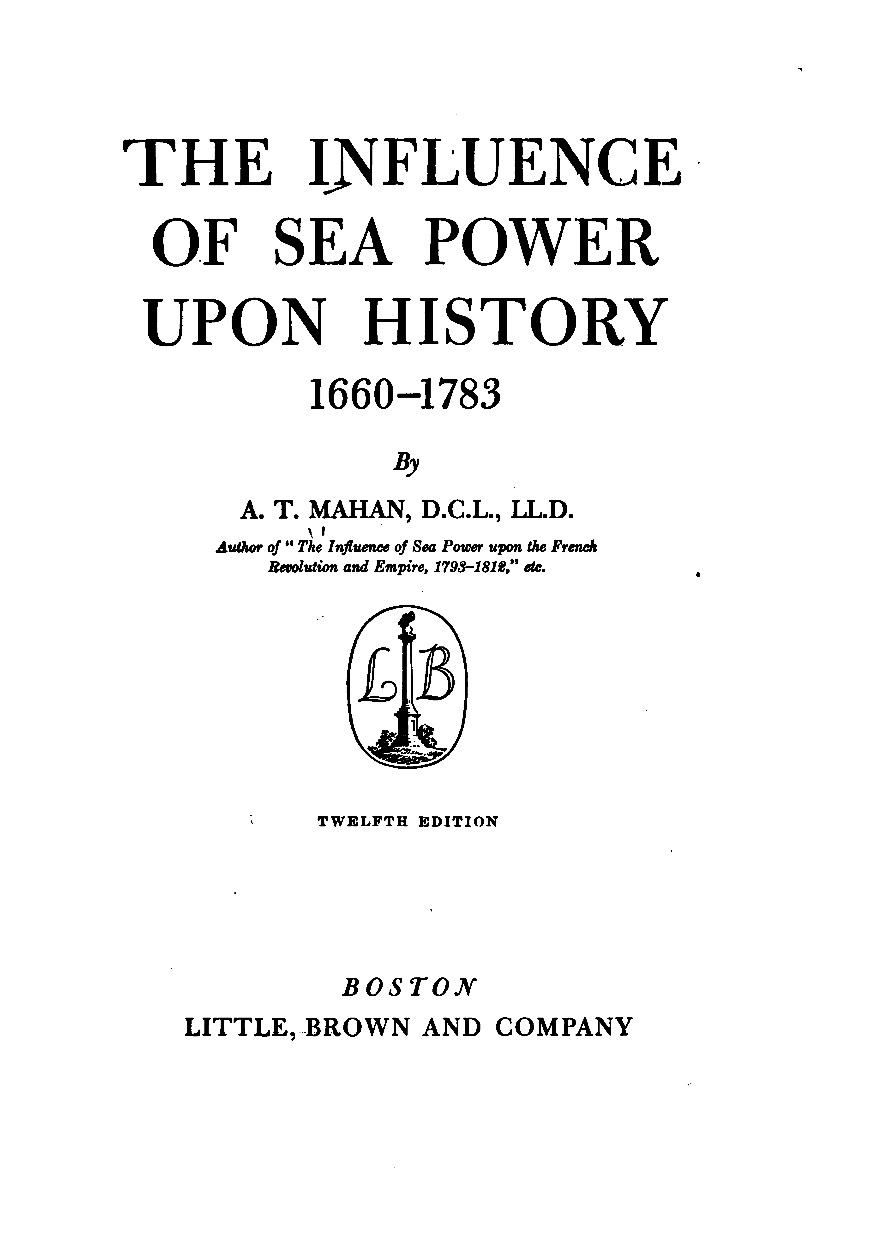
A.T. Mahan. Wpływ potęgi morskiej na historię 1660–1783

Jego badania marynarki wojennej zostały zawarte w pracy pt. Wpływ potęgi morskiej na historię (ang. The Influence of Sea Power Upon History). Stwierdził w niej, że podstawą wielkości i dobrobytu państwa jest potęga morska, mająca podstawowe znaczenie gospodarcze. Za najważniejsze warunki jej rozwoju uważał: silną flotę wojenną, dobrze rozbudowaną flotę handlową, handel zagraniczny, kolonie oraz bazy morskie. Za podstawę floty uznał wielkie okręty liniowe, zdolne do rozstrzygania losów wojny w jednej walnej bitwie.
Zakładał uzyskanie kontroli nad Karaibami, budowę kanału przez przesmyk między Atlantykiem i Pacyfikiem i szerzenie zachodniej kultury w rejonie Pacyfiku.
Jego doktryna sprawdziła się w praktyce. Stany Zjednoczone posiadając posiadłości zamorskie na obu oceanach odczuły gwałtowną konieczność budowy kanału łączącego oba wybrzeża kontynentu. Doktryna Mahana została w całości przyjęta przez marynarkę wojenną Stanów Zjednoczonych i w dużym stopniu wpłynęła na brak należytego przygotowania floty amerykańskiej do II wojny światowej.

## Wczesne lata
Jego ojcem był Dennis Hart Mahan (profesor Akademii Wojskowej Stanów Zjednoczonych), a matką Maria Helena Mahan. Uczęszczał do szkoły Saint James, należącej do Kościoła Episkopalnego, była to przygotowawcza akademia w zachodnim Maryland. Następnie studiował na Uniwersytecie Columbia przez okres dwóch lat, gdzie był członkiem Klubu Debaty Philolexian, po czym – wbrew woli rodziców – przeniósł się do Akademii Marynarki Wojennej, którą ukończył drugiej klasie w 1859 roku. W czasie Wojny Secesyjnej – jako oficer marynarki Unii – brał udział w bitwie w cieśninie Port Royal, a potem w blokadzie wybrzeży Konfederacji. Jednak ani przez te pięć lat, ani przez 20 następnych nie odznaczył się niczym specjalnym, awansując po drodze do rangi komandora. Jego zainteresowania skupiały się głównie na potędze morskiej jako takiej, a nie na samych okrętach. Sam nie lubił nawet służyć na morzu i nie wyglądał na „wilka morskiego”.

## Naval War College
W 1885 roku został mianowany wykładowcą historii marynarki wojennej i taktyki w Naval War College. W tym czasie rozpoczął pisanie swoich przyszłych wykładów o wpływie sił morskich. Wobec wielkiej popularności swoich wykładów, zdecydował się na opublikowanie ich drukiem. W 1890 roku ukazała się jego pierwsza książka, The Influence of Sea Power Upon History 1600-1783, która zapewniła mu popularność także za granicą. W 1892 roku ukazała się część druga jego rozważań, The Influence of Sea Power Upon French Revolution and Empire. Opublikował też wiele artykułów podkreślających potrzebę posiadania Przesmyku Panamskiego i baz na Kubie i Hawajach.

## Późniejsza kariera
Między 1889 i 1892 był zaangażowany w specjalne działania dla Biura Żeglugi, a w 1893 został mianowany dowódcą nowego krążownika „Chicago”. Mahan powrócił do wykładów na War College, a następnie w 1896 wycofał się z czynnej służby i wrócił na krótko do konsultacji w sprawach strategii morskiej podczas wojny amerykańsko-hiszpańskiej.
W 1902 roku wymyślił termin "Bliski Wschód", którego użył w artykule "Zatoka Perska i stosunki międzynarodowe", opublikowanym we wrześniu w "National Review". W 1906 roku został kontradmirałem. Zmarł na niewydolność serca 1 grudnia 1914 roku.